# Mammoth (cràter)
Mammoth és un cràter de l'asteroide de la família Coronis del cinturó principal, (243) Ida, situat amb el sistema de coordenades planetocèntriques a -18.3 ° de latitud nord i 180.3 ° de longitud est. Fa un diàmetre de 10.2 km. El nom va ser fet oficial per la UAI el 1997 i fa referència a la Cova Mammoth, la caverna de pedra calcària més llarga coneguda a la Terra (Estats Units d'Amèrica).